# Chlorophorus simillimus
Chlorophorus simillimus är en skalbaggsart som först beskrevs av Ernst Gustav Kraatz 1879.  Chlorophorus simillimus ingår i släktet Chlorophorus och familjen långhorningar. Inga underarter finns listade i Catalogue of Life.